# ادوارد ام. بورگس
ادوارد ام. بورگس (انگلیسی: Edward M. Burgess؛ ۸ ژوئن ۱۹۳۴ – ۲۴ ژوئن ۲۰۱۸) شیمیدان آلی اهل ایالات متحده آمریکا بود که بیشتر بخاطر واکنشگر بورگس شناخته می‌شود.